# Aloe albostriata
Aloe albostriata är en grästrädsväxtart som beskrevs av T.A.Mccoy, Rakouth och John Jacob Lavranos. Aloe albostriata ingår i släktet Aloe och familjen grästrädsväxter.
Artens utbredningsområde är Madagaskar. Inga underarter finns listade i Catalogue of Life.